# Johann Martini (Theologe)
Johann Martini (* 1558 in Köslin; † März 1629 in Danzig) war ein deutscher Theologe und Lehrer.
Er wirkte an der Marienschule zu Danzig, wo er zunächst Konrektor und ab 1603 als Nachfolger von Valentin Schreck Rektor war. In Danzig wurden zu Anfang des 17. Jahrhunderts heftige Diskussionen zwischen Luthertum und Calvinismus geführt. Martini beteiligte sich daran und neigte dem Calvinismus zu, der in Danzig seinerzeit durch Persönlichkeiten wie Bartholomäus Keckermann († 1608) und Jacob Fabricius († 1629) vertreten wurde. 
Martini veröffentlichte unter anderem eine lateinische Grammatik, die mehrere Auflagen erlebte. Nach dem Urteil des Historikers Gottfried von Bülow in der Allgemeinen Deutschen Biographie litt die Marienschule unter Martinis Engagement für die Calvinisten; sie büßte ihren „Ruf unter Martinis Leitung ein und gewann ihn erst nach seinem Tode wieder“. 
Er war mit Katharina Pauli, Tochter des Pastors an der St.-Peters-Kirche zu Danzig, verheiratet.